# 7a Mostra Internacional de Cinema de Venècia
La 7a Mostra Internacional de Cinema de Venècia es va celebrar entre el 8 d'agost i l'1 de setembre de 1939. Aquesta edició va estar fortament influïda pel règim feixista i no s'hi presentaren pel·lícules ni directors dels Estats Units d'Amèrica. La Copa Mussolini fou guanyada per la pel·lícula històrica Abuna Messias, mentre que els altres premis principals no es concediren.

## Jurat
- Giuseppe Volpi di Misurata (president)[2]
- Olaf Andersson
- Luigi Bonelli
- Ottavio Croze
- Antonio de Obregón
- Dino Falconi
- F.T. Geldenhuys
- Neville Kearney
- Ernest Leichtenstern
- Antonio Maraini
- Ugo Ojetti
- Vezio Orazi
- Giacomo Paulucci de'Calboli
- Junzo Sato
- D.I. Suchianu
- Zdenk Urban
- Louis Villani
- Carl Vincent

## En Competició
| Títol original                               | Director(s)                   | País de producció |
| -------------------------------------------- | ----------------------------- | ----------------- |
| Margarita, Armando y su padre                | Francisco Múgica              | Argentina         |
| Divorcio en Montevideo                       | Manuel Romero                 | Argentina         |
| De la sierra al valle                        | Antonio Ber Ciani             | Argentina         |
| Ambición                                     | Adelqui Migliar               | Argentina         |
| El matrero                                   | Orestes Caviglia              | Argentina         |
| Congo, terre d'eaux vives (curtmetratge)     | André Cauvin                  | Bèlgica           |
| L'Agneau Mystique de Van Eyck (curtmetratge) | André Cauvin                  | Bèlgica           |
| Humoreska                                    | Otakar Vávra                  | Bohèmia           |
| Tulák Macoun                                 | Ladislav Brom                 | Bohèmia           |
| Sklenice i chléb (curtmetratge)              | Jaroslav Tuzar                | Bohèmia           |
| Derrière la façade                           | Yves Mirande, Georges Lacombe | França            |
| La Bête humaine                              | Jean Renoir                   | França            |
| La Fin du jour                               | Julien Duvivier               | França            |
| Jeunes filles en détresse                    | Georg Wilhelm Pabst           | França            |
| Abuna Messias                                | Goffredo Alessandrini         | Regne d'Itàlia    |

## Premis
- Copa Mussolini
  - Millor pel·lícula - Abuna Messias (Goffredo Alessandrini)
- Copa Volpi
  - millor Actor - No atorgat.
  - Millor Actriu - No atorgat.
- Medalla de bronze
  - Jeunes filles en détresse (Georg Wilhelm Pabst)